# Rai Sport
Rai Sport ist ein italienischer Kanal, der zur RAI – Radiotelevisione Italiana gehört und dem Sport gewidmet ist.
Es war der erste Kanal der RAI, der in 16:9 ausgestrahlt wurde.
Rai Sport 1 zeigt während des Tages die Wiederholungen der Spiele der Serie A – Spieltage sowie
die Spiele des TIM-Cup. Auch zeigt Rai Sport 1 Spiele der Sportarten Hockey, Basketball, Handball, Leichtathletik, Rugby und Schwimmen. Während der Nacht laufen die besten Events des Tages. Rai Sport 1 und Rai Sport 2 teilen sich eine Internetseite bei der RAI. Rai Sport 1 hieß bis zum 18. Mai 2010, Rai Sport. Rai Sport 2  hieß während dessen Rai Sport più.

## Geschichte

Logo von Rai Sport von 1999 bis 18. Mai 2010

Logo bis 6. Juni 2022

Rai Sport 1 wurde am 1. Februar 1999 als Rai Sport Satellite gegründet. Rai Sport Satellite nannte man auch Rai Sport Sat.
Anfangs strahlte man nur von 16 bis 24 Uhr aus.
Am 10. Mai 2008 wurde Rai Sport Satellite in Rai Sport Più umbenannt. Außerdem wurde ein Restyling gemacht, um besser mit anderen Rai-Programmen zu kooperieren wie z. B. Rai 3. Seitdem wurden der Giro d’Italia, die Fußball-Europameisterschaft 2008, die Olympischen Sommerspiele 2008 in Peking, der FIFA-Konföderationen-Pokal 2009, die UEFA U21-Europameisterschaft und die Olympischen Winterspiele 2010 in Vancouver und damit viele wichtige Wettbewerbe live gezeigt.
Wie alle anderen Rai-Programme wechselten zwischen 2008 und 2009 auch Rai Sport Più ihr Logo. Seitdem zeigte Rai Sport Più ihr Logo in Rai Sport +.
Seit dem 18. Mai 2010 hieß der erste nur Sport zeigende Kanal Rai Sport 1. Für 2012 ist vorgesehen die restlichen Regionen Italiens, die noch kein switch-off hatten, zu komplettieren. Aus diesem Grund ist Rai Sport 2 entstanden.